# Falkenbergs gymnasieskola

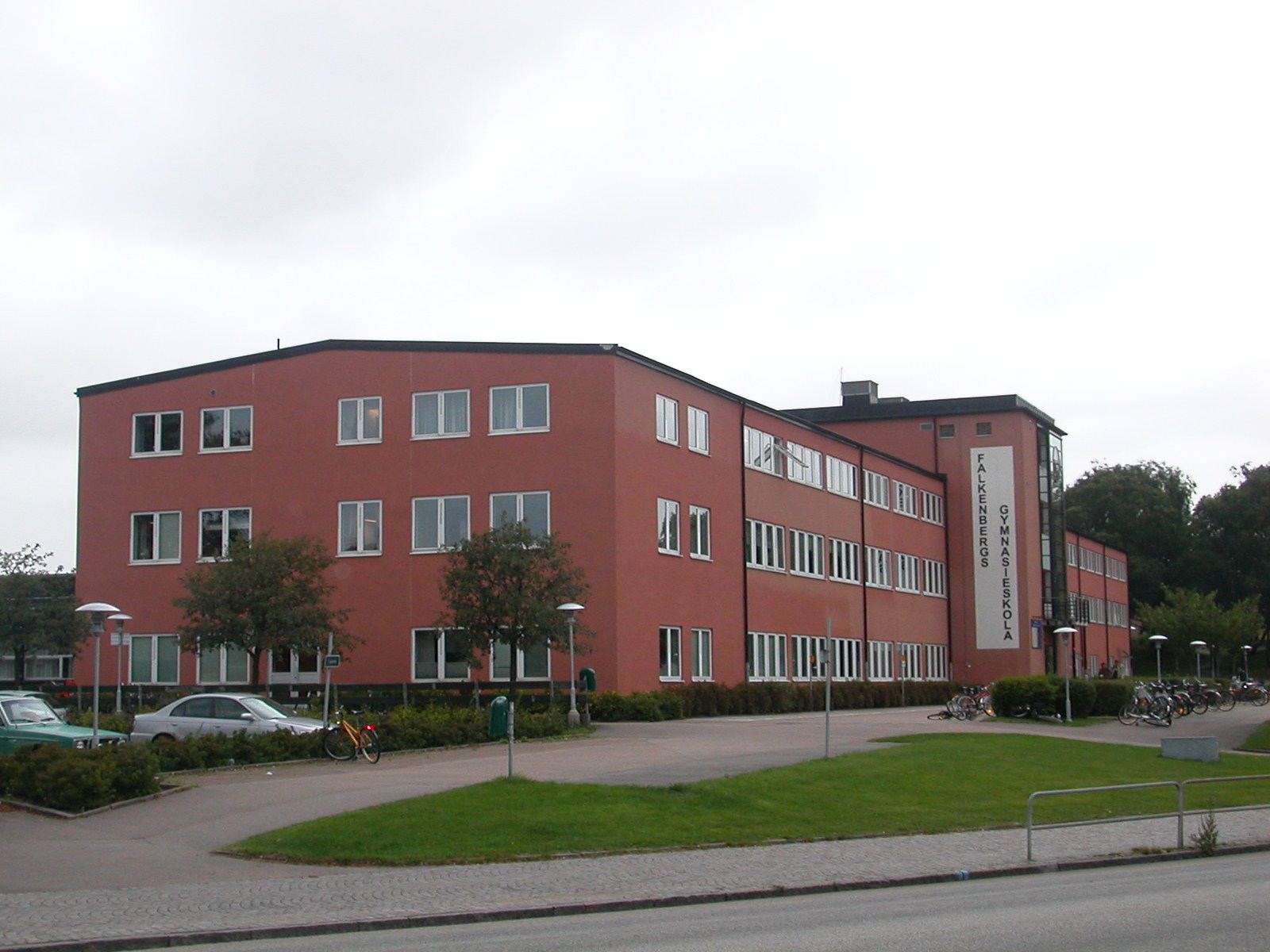
Delar av huvudbyggnaden, kortet tagit söderifrån

Falkenbergs gymnasieskola ligger i Falkenberg, Falkenbergs kommun och har omkring 1200 studerande och ca 250 lärare och annan personal. Skolan  är en kommunal gymnasieskola med 14 nationella gymnasieprogram, lärlingsutbildning, flera idrottsspecialiseringar, introduktionsprogram och gymnasiesärskola. Komvux, numera Kompetenscentrum, har delar av sin verksamhet på gymnasiet. Stadsbiblioteket delar även det byggnad med gymnasiet.
Under hösten 2015 revs delar av skolan på grund av skador. De delarna ska sedan bli nya byggnader för utbildning.
Skolan ligger i läderföretaget Falk-Läders gamla garveri och invigdes 1971. Under 1990-talet renoverades stora delar av skolan. 
Gymnasieskolans tidigare huvudbyggnad byggdes om och till 2020 i samband med uppförandet av Kunskaps- och kulturcentrum Argus där gymnasieskolan delar lokaler med Stadsbiblioteket och Kulturskolan.  

## Utbildningar vid skolan
| Barn- och fritidsprogrammet            |
| Bygg- och anläggningsprogrammet        |
| Ekonomiprogrammet                      |
| El- och energiprogrammet               |
| Estetiska programmet                   |
| Fordons- och transportprogrammet       |
| Handels- och administrationsprogrammet |
| Humanistiska programmet                |
| Industritekniska programmet            |
| Introduktionsprogrammen                |
| Naturvetenskapsprogrammet              |
| Restaurang- och livsmedelprogrammet    |
| Samhällsvetenskapsprogrammet           |
| Teknikprogrammet                       |
| Vård- och omsorgsprogrammet            |

## Rasism vid skolan
Under april 2018 fick en video på sociala medier stor spridning, efter att profilen Lovette Jallow delade denna på sitt instagramkonto, där en lärare från gymnasieskolan använder ordet "neger" vid ett flertal gånger vid ett lektionstillfälle, trots påtryckningar från elever om att denne skulle sluta använda uttrycket. Den anklagade läraren blev därefter tagen ur tjänst.  Detta ska vara en av flera incidenter av rasism på skolan.  Den 14 juni 2018 publicerade P4 Halland en intervju med Ulf Olsson, verksamhetschef på barn och utbildningsförvaltningen i Falkenberg.  Olsson meddelade att läraren fick behålla jobbet, då lärarens bemötande absolut inte var ett tillräckligt skäl för uppsägning. Kommunen har utfärdat en varning mot läraren. 